# الفلكانويد

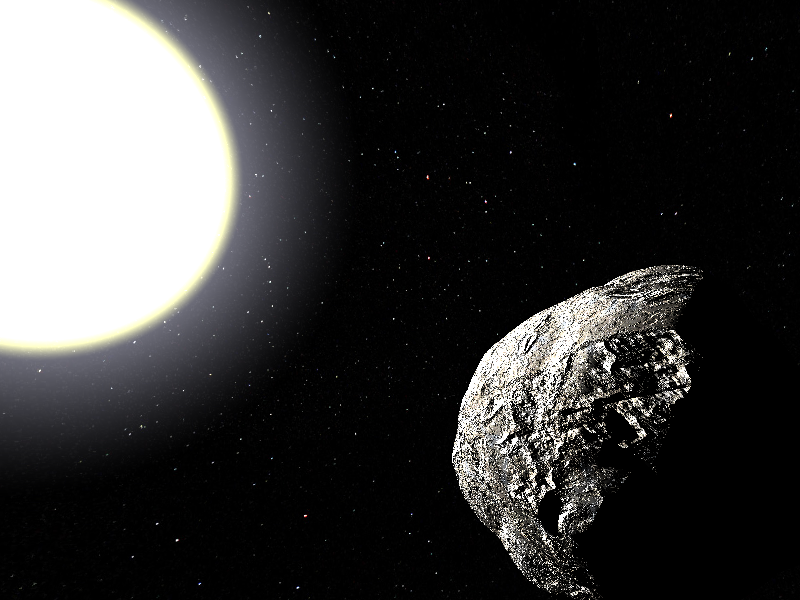
انطباع الفنان عن الفلكانويد

الفلكانويدات هي مجموعة افتراضية من الكويكبات التي تدور حول الشمس في منطقة مستقرة بشكل ديناميكي داخل مدار كوكب عطارد. سميت باسم الكوكب الافتراضي فولكان، الذي استبعد وجوده في عام 1915 مع ظهور النسبية العامة. حتى الآن، لم يتم اكتشاف أي من البراكين، ولم يتضح بعد ما إذا كان هناك أي منها.
إذا كانت موجودة بالفعل، يمكن أن تتفادى البراكين بسهولة اكتشافها لأنها ستكون صغيرة جدًا وتقترب من وهج الشمس المشرق. نظرًا لقربها من الشمس، لا يمكن إجراء عمليات البحث من الأرض إلا خلال الشفق أو الكسوف الشمسي. يجب أن يتراوح قطرها بين حوالي 100 متر (330 قدم) و 6 كيلومترات (3.7 ميل) وربما تكون موجودة في مدارات شبه دائرية بالقرب من الحافة الخارجية للمنطقة المستقرة للجاذبية.

## نظرة تاريخية وعمليات الرصد
افتُرض وجود أجسامٍ فضائية داخل مدار عطارد، وتم البحث عنها لقرونٍ من الزمن. اعتقد الفلكي الألماني كريستوف شاينر أنه رأى أجسامًا صغيرةً تعبر أمام الشمس في عام 1611، ولكن تبين فيما بعد أنها كانت بقعًا شمسية. في خمسينيات القرن التاسع عشر، قام أربان لو فيرير بإجراء حساباتٍ مُفصلة لإحداثيات مدار عطارد واكتشف تعارضًا بسيطًا في مُداورة الحضيض الشمسي للكوكب حول الشمس بين القيم المتوقعة وما رُصد. افترض أنّ هذا الانحراف يُمكن تفسيره من خلال تأثير جاذبية كوكب صغيرٍ غير مُكتشف أو حلقة من الكويكبات داخل مدار عطارد. بعد ذلك بوقتٍ قصير، ادعى عالم فلك هاوٍ يدعى إدموند ليسكاربو أنه رصد الكوكب الذي اقترحه لو فيرير وهو يعبر أمام الشمس. سُمي الكوكب الجديد بسرعة باسم فولكان، لكنه لم يُرصد بعد ذلك أبدًا، وقد فُسّر السلوك الغريب لمدار عطارد من خلال النظرية النسبية العامة لأينشتاين في عام 1915. سُميّت الفلكانويدات نسبةً لذلك الكوكب الافتراضي. ما رصده ليسكاربو كان على الأرجح بقعةً شمسيةً أخرى.
في حال وجودها، فسيكون من الصعب رصد الفلكانويدات، نظرًا للوهج القوي للشمس القريبة، ولا يمكن إجراء عمليات الرصد الأرضية إلا خلال الشفق أو أثناء الكسوف الشمسي. أُجريت العديد من عمليات البحث خلال الكسوفات الشمسية في أوائل القرن العشرين، لكن دون رصد أي فلكانويدات، ومع ذلك، ما زالت عمليات الرصد أثناء الكسوف طريقة البحث الشائعة. لا يمكن استخدام التلسكوبات التقليدية للبحث عنها لأن أشعة الشمس المجاورة يمكن أن تُلحق الضرر بأدواتها البصرية.
في عام 1998، قام الفلكيون بتحليل البيانات من أداة لاسكو (مِرسام الإكليل الطيفي ذي الزاوية الكبيرة) الخاصة بمركبة سوهو (مرصد الشمس وغلافها)، وهي عبارة عن أداة تتكون من ثلاثة مِرساماتٍ إكليلية. لم تُظهر البيانات التي أُخذت بين شهري يناير ومايو من ذلك العام أي فلكانويد ذي سطوعٍ أعلى من القدر الظاهري 7. وهذا يتوافق مع كويكبٍ بقطر يبلغ حوالي 60 كيلومترًا (37 ميلًا)، بافتراض أنّ الكويكبات تتمتع بوضاءةٍ مُشابهةٍ لعطارد. على وجه الخصوص، استُبعد وجود كوكبٍ صغير على مسافة 0.18 وحدة فلكية، الذي تنبأت به نظرية النسبية القياسية.
تضمنت محاولات لاحقة لرصد الفلكانويدات نقل معدات الرصد فلكية لارتفاعٍ كافٍ للتقليل من تشويش الغلاف الجوي، حيث تكون سماء الشفق أغمق وأكثر وضوحًا مقارنةً مع سطح الأرض. في عام 2000، أجرى عالم الكواكب آلان ستيرن عمليات مسحٍ لمنطقة الفلكانويدات باستخدام طائرة لوكهيد يو -2 الخاصة بالتجسس. أجريت الرحلات على ارتفاع 21300 متر (69900 قدم) خلال الشفق. في عام 2002، أجرى هو ودان دوردا عمليات رصدٍ مماثلة من على متن طائرة مقاتلة من طراز F-18. قام العالمان بالطيران في ثلاث رحلاتٍ جوية فوق صحراء موهافي على ارتفاع 15000 متر (49000 قدم) وقاما بتنفيذ عمليات رصدٍ باستخدام نظام التصوير الجنوبي الغربي العالمي - المحمول جوًا (SWUIS-A).
حتى من على هذه الارتفاعات، لا يزال الغلاف الجوي موجودًا ويمكن أن يتداخل مع عمليات البحث عن الفلكانويدات. في عام 2004، أُطلقت رحلة فضائية دون مدارية لإيصال كاميرا إلى أعلى الغلاف الجوي. أُطلق صاروخ من بلاك برانت من منطقة وايت ساند، نيو مكسيكو، في 16 يناير، وعلى متنه كاميرا قوية تسمى فولكام، في رحلةٍ مدتها عشر دقائق. وصلت هذه الرحلة إلى ارتفاع 274000 متر (899000 قدمًا) التقط خلالها أكثر من 50000 صورة. لم تكشف أي من تلك الصور عن أي فلكانويد، ولكن كان هناك مشاكل فنية.
فشلت عمليات البحث عن بيانات مركبتي ستيريو (مرصد العلاقات الشمسية الأرضية) الفضائيتين التابعتين لناسا في اكتشاف أي فلكانويدات. من غير المحتمل تواجد فلكانويدات يزيد قطرها عن 5.7 كيلومتر (3.5 ميل).
التقط المسبار الفضائي ماسنجر بعض الصور للمناطق الخارجية لمنطقة الفلكانويدات؛ ومع ذلك، كانت فرصها محدودة لأنه توجب توجيه أدواتها بعيدًا عن الشمس في جميع الأوقات لتجنب حدوث أضرار. فشلت المهمة في تقديم أدلة قوية على على وجود الفلكانويدات حتى انتهاء المهمة في عام 2015.

## مدار الفلكانويدات
الفلكانويد هو كويكب يدور في مدارٍ مستقر ذي نصف محورٍ رئيسي أقصر من نصف المحور الرئيسي الخاص بكوكب عطارد (0.387 وحدة فلكية). هذا لا يشمل الأجسام على غرار المذنبات راعية الشمس، التي تتمتع بنصف محورٍ رئيسي أطور بكثير من ذلك الخاص بعطارد، على الرغم من وجود نقطة حضيضها الشمسي داخل مدار عطارد.
يُعتقد أن الفركانويدات موجودة في حزامٍ مداريٍ مستقرٍ جاذبيًا داخل مدار عطارد، على بعد مسافةٍ من الشمس تتراوح بين 0.06 و0.21 وحدة فلكية. تم اكتشاف أجسامٍ في جميع المناطق الأخرى في النظام الشمسي المشابهة في استقرارها. على الرغم من أنّ القوى غير تجاذبية مثل الضغط الإشعاعي، وظاهرة بوينتنج-روبرتسون وتأثير ياركوفيسكي ربما استنفدت منطقة الفلكانويدات من محتوياتها الأصلية من الكويكبات. قد لا يكون تبقى أكثر من 300 إلى 900 كويكب فلكانويد ذي نصف قطرٍ أطول من كيلومترٍ واحد (0.62 ميل)، إن وجدت أصلًا. يعود سبب الاستقرار الجاذبي لمنطقة الفلكانويدات جزئيًا إلى وجود كوكبٍ مجاور واحدٍ فقط. بشكلٍ مشابهٍ لحزام كايبر.
تمتد الحافة الخارجية لمنطقة الفلكانويدات لمسافة 0.21 وحدة فلكية تقريبًا عن الشمس. تكون الأجسام الأبعد من ذلك غير مستقرةً بسبب تأثير جاذبية عطارد الذي سيجعل مداراتها مضطربًا بحيث تتقاطع مع مداره خلال 100 مليون سنة أو نحو ذلك. وعلى الجانب المُقابل، فإنّ الحافة الداخلية ليست مُحددةً بالضبط: تكون الأجسام الأقرب من 0.06 وحدة فلكية معرضة بدرجة كبيرة لظاهرة بوينتنج-روبرتسون وتأثير ياركوفيسكي، وحتى على بُعد مسافة 0.09 وحدة فلكية ستصل درجة حرارة الفلكانويدات إلى 1000 كلفن أكثر، والتي هي حرارة ساخنة بما يكفي لتبخير الصخور مما سيقلل من فترة حياة الكويكبات.
من ناحية الحجم، فإنّ حجم منطقة الفلكانويدات صغير جدًا مقارنة بحجم حزام الكويكبات. بحيث تحدث الاصطدامات بين الاجسام في منطقة الفلكانويدات بشكلٍ متكرر مصدرةً طاقة عالية، التي تميل لتدمير هذه الأجسام. من المُرجح أن يكون الموقع الأكثر ملاءمةً للفلكانويدات هو في المدارات الدائرية بالقرب من الحافة الخارجية لمنطقة الفلكانويدات. من غير المرجح أن يزيد ميل مدارات الفلكانويدات عن أكثر من 10 درجاتٍ عن مسار الشمس. كما من المحتمل وجود كويكبات طروادة خاصة بعطارد، والتي هي كويكبات محصورة جاذبيًا في نقاط لاغرانج الخاصة بالكوكب.

## الخصائص الفيزيائية
في حال وجودها، فيجب أن تكون الفلكانويدات صغيرةً نسبيًا. استبعدت عمليات البحث السابقة، وخاصة تلك التي استخدمت مركبات ستيريو الفضائية، الكويكبات التي يزيد قطرها عن 6 كيلومترات (3.7 ميل). يبلغ الحد الأدنى لقطر الكويكبات حوالي 100 متر (330 قدم)؛ تُدفع الجسيمات ذات القطر الأقصر من 0.2 ميكرون نحو الخارج نتيجة الضغط الإشعاعي، بينما تُسحب الأجسام ذات القطر الأقصر من 70 مترًا نحو الشمس نتيجة ظاهرة بوينتنج-روبرتسون. بين هذين الحدّين، من المحتمل وجود كويكبات يتراوح قطرها بين كيلومتر واحد (0.62 ميل) و6 كيلومترات (3.7 ميل). ستكون ساخنةً بدرجة تكفي لتتوهج باللون الأحمر.
يعتقد العلماء أنّ الفلكانويدات غنيةٌ بالعناصر ذات درجات الانصهار العالية، مثل الحديد والنيكل. من غير المحتمل أن تحتضن حطامًا صخريًا لأن هذه المواد المجزأة تسخن وتبرد بسرعة أكبرٍ، وتتأثر بقوة بتأثير ياركوفيسكي، أكثر من الصخور المتينة. من المحتمل أن يكون لون ووضاءة الفلكانويدات مُشابهان لعطارد، وقد تحتوي على مواد متبقية من المراحل المبكرة من تكوين النظام الشمسي.
هناك أدلةٌ على حدوث اصطدامٍ بين عطارد وجسمٍ كبير آخر في وقتٍ متأخرٍ نسبيًا في مراحل الكوكب، مما أدى لتجريده من معظم قشرته ووشاحه، مما يُفسر رقّة وشاح عطارد مقارنةً مع الكواكب الصخرية الأخرى في النظام الشمسي. إذا حدث مثل هذا الاصطدام بالفعل، فمن المحتمل أنّ مُعظم الحطام الناتج لا يزال يدور حول الشمس في منطقة الفلكانويدات.

## أهمية الفلكانويدات
ستكون الفلكانويدات -كونها فئة جديدة تمامًا من الأجرام السماوية- مثيرةً للاهتمام بحد ذاتها، ولكن اكتشاف ما إذا كانت موجودةً أم لا سيكشف المزيد عن تكوين وتطور النظام الشمسي. إذا كانت موجودة بالفعل، فقد تحتوي على مواد تعود إلى الفترة المُبكرة لتكون كواكب النظام الشمسي، مما سيساعد في تحديد الظروف التي تشكلت فيها الكواكب الصخرية، لا سيما عطارد. على وجه الخصوص، إذا كانت الفلكانويدات موجودةً حاليًا أو إذا كانت موجودةً في الماضي، فإنها ستمثل مجموعة إضافية من الأجسام التي اصطدمت بعطارد، مما جعل سطح الكوكب يبدو أقدم مما هو بالفعل. إذا ثبت وجود الفلكانويدات، فإنّ هذا من شأنه أن يضع قيودًا مختلفة على تكون الكواكب وسيشير إلى أنّ عملياتٍ أخرى قد ساهمت في تطور النظام الشمسي الداخلي، مثل هجرة الكواكب التي استنفدت المنقطة.